# Сибаріс

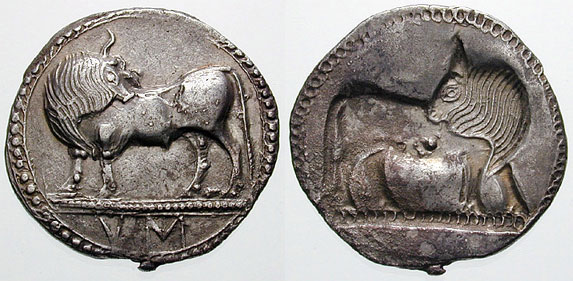
Монета з Сибарісу, близько 550—510 до н. е.

Сибаріс (дав.-гр. Σύβαρις) — давньогрецька колонія на півдні Італії, між річками Сибаріс і Кратіс (назви яких відтворювали гідроніми, відомі на батьківщині колоністів). Заснована біля 720 р. до н. е. переселенцями з Ахаї на чолі з вихідцем з Геліки. Серед колоністів були й вихідці із Тройзена, але недовзі їх вигнали з міста.

## Історія
Узбережжя, на якому заснували колонію, було відоме грекам з мікенської доби, а місцеве населення з тих часів було частково елінізоване і навіть вшановувало грецьких богів, тож нові переселенці швидко знайшли з ним спільну мову і навіть частково змішалися з тубільцями (ті навіть своїх небіжчиків продовжували ховати на грецьких цвинтарях). Влада Сибаріса швидко розповсюдилися на сусідні території — за часів найвищого розквіту сибаритам були підвладні землі чотирьох італійських племен і 25 міст.
Місто швидко розквітло і досягло великих статків. Але всупереч припущенням, поширеним в історичній літературі, природа цього багатства аж ніяк не була пов'язана з торгівлею. Сибаріс був насамперед аграрним центром і за даними Тимея Тавроменського майже нічого не вивозив за межі підлеглої йому території. Місцеві монети в інших краях не знайдені. Водночас сибарити були активними споживачами коринфської кераміки та мілетської шерсті, які, вочевидь привозили до міста іноземні купці.
Влада в Сибарісі спочатку належала знаті, яку, як і в багатьох інших грецьких полісах, іменували гіппеями. Місцеві аристократи здобули славу казкових багатіїв. Сибарит Сміндирид, наприклад, сватався до доньки сікіонського тирана Клісфена і нібито прихопив із собою в довгу дорогу тисячу кухарів, тисячу птахоловів і тисячу рибалок. Еліан розповідав, що Сміндирид спав на ложі з пелюсток троянд і скаржився на його жорсткість. Аристотель згадує іншого сибарита — Алкісфена, розкішний плащ якого за кілька століть після смерті продали за 120 талантів, тобто більше, аніж за три тонни срібла.
Автором місцевого законодавства вважали Залевка — автора найдавніших писаних законів (VII ст. до н. е.). Про них відомо лише те, що вони були дуже суворі, а для того, щоб їх не намагалися переінакшити автор пропонував ініціаторам змін приходити на народні збори із мотузкою на шиї, демонструючи готовність померти, в разі якщо громадяни їх не підтримають. Вважали, що закони Залевку продиктувала богиня Афіна, яку дуже шанували в Сибарисі і якій було присвячено святилище на місцевому акрополі.
Найвищого розквіту Сибаріс досяг у середині VI ст. до н. е.. На цей час припадає і загострення соціальних протиріч всередині сибаритської громади. Зрештою владу над містом захопив басилей Теліс, який встановив у Сибарісі тиранію. Діодор Сицилійський називає Теліса демагогом — натякаючи, що переворот він здійснив за допомогою демосу. Тиран вигнав із Сибаріса 500 найповажніших аристократів. Вони знайшли притулок у сусідньому Кротоні.
Між містами спалахнула війна. Військо Теліса було втричі більшим, але за легендою, яку розповів Аристотель, втікачі-аристократи підмовили своїх союзників заграти на флейтах. Сибарітські коні, привчені до музики, кинулися до колишніх господарів — разом із новими вершниками. Позбавлений кавалерії тиран з ганьбою відступив.
В Сибарісі спалахнуло повстання. Теліса і усіх його прихильників вбили, попри те, що вони шукали притулку біля вівтарів. В місті була встановлена демократія. Керівництво громадою здійснювали кілька посадовців, яких історик Філарх називає архонтами. Обирали їх народні збори на головній площі міста — агорі. Збереглися непевні оповідки, що можуть свідчити про прагнення нової влади запровадити рівність між громадянами — казали, що в місті не було бідних, мешканці носили однаково багатий одяг і влаштовували спільні застілля, під час яких визначали кращого кухаря. Сибаритські жінки брали участь в громадських заходах на рівні з чоловіками. Всю роботу за громадян Сибаріса нібито виконували раби.
Невдовзі архонти Сибаріса почали вимагати від Кротона видачі втікачів-аристократів (Геродот, щоправда, каже, що вимагав цього Теліс, але тоді незрозуміло навіщо він їх виганяв), але кротонці відмовили. У відповідь сибарити вбили кротонських посланців і за деякими переказами навіть кинули їхні тіла на поталу собакам. Кротон оголосив Сибарісу війну. За легендою кронтонське військо на чолі з олімпіоніком і жерцем Гери Мілоном після 70-денної облоги захопили і дощенту зруйнували місто, на завершення затопивши його водами сусідньої річки Кратіс (510 р. до н. е.). Проте дослідження джерел довело, що 510 року до н. е. Кротон завдав відчутної поразки від Сибарісу у битві біля річки Сагра. Після цього частина сибаритів перебралися до Лаоса і Скідроса. Втім саме місто залишилося. У 476 до н. е. відповідно до археологічних досліджень внаслідок потужного землетрусу великий пагорб, на якому розташовувався акрополь Сибарісу, зруйнувався, а річка Кратіс, що протікала через місто змінила течію, внаслідок чого Сибаріс частково затопило. Цим скористався Кротон, який захопив Сибаріс. Значна частина сибарітів втекла до Посейдонії.
У 458 р. до н. е. нащадки сибаритів повернулися і відновили поселення на березі Кратісу, але у 453 р. до н. е. кротонці зруйнували і його. У 443 р. до н. е. на місці зруйнованого Сибаріса була заснована нова, цього разу загальногрецька колонія під егідою Афін. Спочатку вона теж називалася Сибарісом, але згодом отримала інше ім'я — Фурії. У 194 р. до н. е. місто отримало статус римської колонії з назвою Копія. Зараз руїни Сибарісу розташовані на території муніципалітету Терранова-да-Сібарі.
Вже після 510 р. до н. е. слово «сибарит» стало синонімом людини, що потопає в розкошах і лінощах. Давні автори вважали це згадкою про розкішний спосіб життя, що нібито був властивий мешканцям Сибаріса. Проте швидше за все йдеться про співзвучність назви міста прикметнику дав.-гр. σοβαρός — «пишний», «зарозумілий».